# Carlos Gaete
Carlos Jeremías Gaete Gaete (Paredones, 1 de noviembre de 1905-Rancagua, 21 de enero de 1991) fue un mecánico, obrero y político socialista chileno. Hijo de José Gaete y Trinidad Gaete. Contrajo matrimonio en Rancagua, en 1938, con Rebeca González.
Estudió en la Escuela Industrial de Rancagua, donde se tituló de mecánico. Se desempeñó como obrero del Mineral El Teniente. Además fue comerciante de frutos nacionales. Como agricultor trabajó en la zona de San Francisco de Mostazal. 
Miembro y director del Consorcio Nacional de Productores de Aves S.A. y Presidente del Sindicato de la Braden Copper Company, presidente de la Federación de Sindicatos de El Teniente, y de la Federación Provincial de Sindicatos O’Higgins. Presidió el Primer Congreso de Unidad Sindical.
Militó en el Partido Socialista; fue secretario de la colectividad en Rancagua en el año 1932.
Elegido Diputado por la 9.ª agrupación departamental de Rancagua, Caupolicán y San Vicente (1937-1941 y 1941-1945). Integró las comisiones de Constitución, Legislación y Justicia; la de Educación; la de Defensa Nacional y la de Trabajo y Legislación Social.